# Pha hành tinh

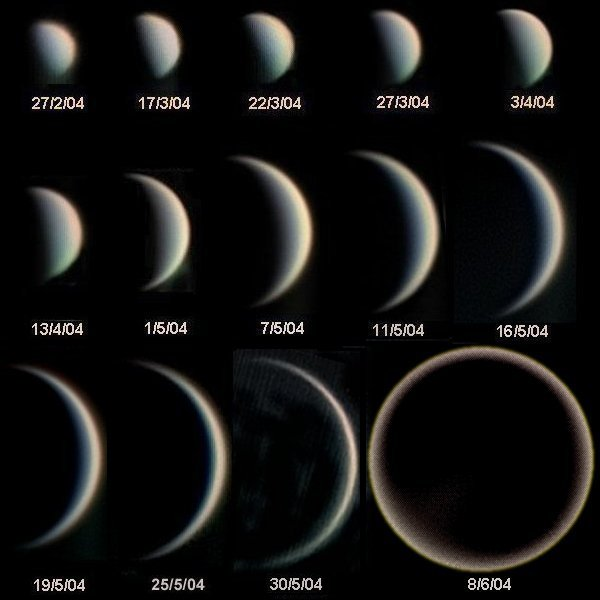
Sự phát triển của đường kính và pha của sao Kim

Pha hành tinh là một phần diện tích nhất định của hành tinh phản chiếu ánh sáng mặt trời khi nhìn từ một vị trí thuận lợi nhất định, cũng như khoảng thời gian mà nó xảy ra.

## Các hành tinh bên trong
Hai hành tinh bên trong, Sao Thủy và Sao Kim, có quỹ đạo nhỏ hơn Trái Đất, thể hiện tất cả các pha như Mặt Trăng, khi nhìn qua kính viễn vọng. Các pha của chúng "tròn trịa" khi chúng ở vị trí giao hội trên, tức là ở phía xa của Mặt Trời khi nhìn từ Trái Đất, có thể nhìn thấy chúng vào những thời điểm này, vì quỹ đạo của chúng không chính xác trong mặt phẳng quỹ đạo của Trái Đất, vì vậy chúng thường xuất hiện một chút ở phía trên hoặc dưới Mặt Trời trên bầu trời. Quan sát các pha này từ trên bề mặt của Trái Đất là rất khó, do sự lấn át của ánh sáng mặt trời tán xạ trong bầu khí quyển của Trái Đất; nhưng những người quan sát trong không gian có thể dễ dàng nhìn thấy chúng nếu ánh sáng mặt trời trực tiếp bị chặn khỏi mắt người quan sát. Các pha của các hành tinh là "non" khi chúng ở vị trí giao hội thấp, đi qua ít nhiều giữa Mặt Trời và Trái Đất. Đôi khi chúng có thể được thấy đi xuyên qua đĩa mặt trời, hiện tượng này được gọi là sự quá cảnh của hành tinh. Tại các điểm trung gian giữa hai pha này trên quỹ đạo của chúng, các hành tinh này thể hiện đầy đủ các pha lưỡi liềm hoặc pha khuyết lồi (quá nửa), tùy thuộc vào ly giác của chúng.

## Các hành tinh bên ngoài
Các hành tinh bên ngoài, quay quanh quỹ đạo ngoài quỹ đạo của Trái Đất, không thể hiện đầy đủ các pha vì chúng hầu như luôn luôn xuất hiện trong pha khuyết lồi hoặc pha tròn. Tuy nhiên, Sao Hỏa thường xuất hiện lồi đáng kể, khi nó được Mặt Trời chiếu sáng ở một góc rất khác so với được trông thấy bởi người quan sát trên Trái Đất, vì vậy một người quan sát trên Sao Hỏa sẽ thấy Mặt trời và Trái Đất cách xa nhau trên bầu trời. Hiệu ứng này không dễ nhận thấy đối với các hành tinh khí khổng lồ, từ Sao Mộc trở ra, vì chúng ở rất xa nên Mặt Trời và Trái Đất, khi được quan sát từ các hành tinh bên ngoài này, dường như cùng hướng.